# Paravilla fumida
Paravilla fumida är en tvåvingeart som först beskrevs av Daniel William Coquillett 1887.  Paravilla fumida ingår i släktet Paravilla och familjen svävflugor.
Artens utbredningsområde är Kalifornien. Inga underarter finns listade i Catalogue of Life.